# Pongo Kasa
Pongo Kasa (auch Pongo K'asa) ist eine Ortschaft im Departamento Cochabamba im südamerikanischen Andenstaat Bolivien.

## Lage im Nahraum
Pongo Kasa ist der sechstgrößte Ort des Cantón Arque im Municipio Arque in der Provinz Arque. Die Ortschaft liegt auf einer Höhe von 4027 m im Quellbereich eines linken Nebenflusses des Río Chanco Mayu, einem der Zuflüsse zum Río Arque, der im weiteren Verlauf über den Río Caine zum bolivianischen Río Grande wird.

## Geographie
Pongo Kasa liegt westlich des bolivianischen Altiplano in den östlichen Ausläufern der Serranía de Sicasica. Das Klima ist ein typisches Tageszeitenklima, bei dem die mittleren täglichen Temperaturschwankungen höher ausfallen als die jahreszeitlichen Schwankungen.
Die Jahresdurchschnittstemperatur der Region liegt bei etwa 6 °C (siehe Klimadiagramm Challa Grande) und schwankt nur unwesentlich zwischen 2 °C im Juni und Juli und gut 8 °C im November und Dezember. Der Jahresniederschlag beträgt etwa 650 mm, bei einer ausgeprägten Trockenzeit von Mai bis August mit Monatsniederschlägen unter 10 mm, und einer Feuchtezeit von Dezember bis Februar mit bis zu 155 mm Monatsniederschlag.

## Verkehrsnetz
Pongo Kasa liegt in einer Entfernung von 93 Straßenkilometern südwestlich von Cochabamba, der Hauptstadt des Departamentos.
Von Cochabamba aus führt in westlicher Richtung die asphaltierte Nationalstraße Ruta 4 über die Städte Quillacollo und Parotani nach Pongo Kasa im kargen Bergland der Serranía de Sicasica. Westlich der Ortschaft verläuft die Straße weiter über Challa Grande nach Lequepalca und Caracollo, wo sie auf die Ruta 1 stößt, die den Altiplano von Norden nach Süden durchquert und Verbindungen nach La Paz, Oruro und Potosí herstellt.

## Bevölkerung
Die Einwohnerzahl der Ortschaft hat sich zu Beginn des 21. Jahrhunderts nahezu verdoppelt:
| Jahr | Einwohner         | Quelle       |
| ---- | ----------------- | ------------ |
| 1992 | keine Detaildaten | Volkszählung |
| 2001 | 116               | Volkszählung |
| 2012 | 210               | Volkszählung |
| 2024 |                   | Volkszählung |

Die Region weist einen hohen Anteil an Quechua-Bevölkerung  auf, im Municipio Tapacarí sprechen 75,5 rozent der Bevölkerung die Quechua-Sprache.